# Фриціс Адамович
Фри́ціс Адамо́вич (* 8 січня 1863 — † 19 лютого 1933) — латиський перекладач і педагог.
Перекладав латиською мовою твори російської, української, англійської та інших літератур.
Один із перших перекладачів Тараса Шевченка латиською мовою. В журналі «Druva» («Нива», 1914, № 4) опублікував у своєму перекладі вірші поета «Ой чого ти почорніло», «Молитва», уривок з поеми «Тарасова ніч».